# Досаев, Кайрат Аскербекулы
Кайрат Аскербекулы Досаев (каз. Қайрат Әскербекұлы Досаев; род. 1965) — казахстанский политический деятель.

## Биография
Кайрат Аскербекулы Досаев родился в 1965 году.

### Образование
В 1987 году окончил Казахский сельскохозяйственный институт по специальности «Инженер-механик».
В 2007 году окончил Казахский национальный педагогический университет им. Абая по специальности «Экономист».

### Трудовая деятельность
В 1987—1994 годах — инженер научно-производственного объединения «Казсельхозмеханизация» г. Алматы.
В 1994—1996 годах — инженер АО «Алтын диірмен», директор ТОО «Дешт».
В 1996—1998 годах — заместитель директора отдела Управления по чрезвычайным ситуациям г. Алматы, заведующий сектором, заместитель директора Отдела по чрезвычайным ситуациям Бостандыкского района г. Алматы.
В 1998—2001 годах — помощник председателя Агентства по чрезвычайным ситуациям Республики Казахстан.
В 2001—2007 годах — помощник акима Алматинской области, заместитель акима г. Талдыкорган, аким Караталского района Алматинской области, начальник Управлений порядка и защиты природных монополий и по тарифам Алматинской области, советник Министра по чрезвычайным ситуациям Республики Казахстан ();
В 2007—2014 годах — директор ТОО «Мекен», вице-президент, директор департамента АО «Исполнительная дирекция Организационного комитета 7-х зимних Азиатских игр 2011 года», вице-президент АО «Казспортинвест».
В 2014—2017 годах — аким Кордайского района Жамбылской области.
С 27 марта 2017 по апрель 2019 года — аким Шуского района Жамбылской области.
С 24 апреля по 21 ноября 2019 года — аким города Тараз Жамбылской области.
С декабря 2019 по июль 2021 года — руководитель инспекции труда акимата Жамбылской области, главный государственный инспектор труда.
С 30 июля по 3 августа 2021 года — руководитель Управления природных ресурсов и регулирования природопользования акимата Жамбылской области.